# Lamwo (district)
Le district de Lamwo est un district du nord de l'Ouganda. Il est frontalier du Soudan du Sud. Sa capitale est Lamwo (en).

## Histoire
Ce district a été créé en 2010 par séparation de celui de Kitgum.